# Lasiopogon macquarti
Lasiopogon macquarti là một loài ruồi trong họ Asilidae. Lasiopogon macquarti được Perris miêu tả năm 1852. Loài này phân bố ở vùng Cổ Bắc giới.